# Mazedonische Sprache
Die mazedonische Sprache (Eigenbezeichnung: македонски јазик makedonski jazik), auch makedonische Sprache ist eine Sprache aus der südslawischen Untergruppe der slawischen Sprachen, die ihrerseits zu den indogermanischen Sprachen zählen. Sie wird überwiegend in Nordmazedonien gesprochen.
Die dem Mazedonischen nächstverwandte Sprache ist das Bulgarische. Die mazedonischen Dialekte sind Teil eines Dialektkontinuums, das sich sowohl zum Bulgarischen als auch zum Serbischen fortsetzt.

## Klassifikation
Das Mazedonische wird in der Linguistik zusammen mit dem Bulgarischen zur östlichen Gruppe der südslawischen Sprachen gerechnet, die sich durch zahlreiche Merkmale von der westlichen Gruppe und teilweise auch von den übrigen slawischen Sprachen unterscheidet. Die Sprache wurde 1945 nach der Gründung des Sozialistischen Jugoslawien durch den Antifaschistischen Rat der Volksbefreiung Mazedoniens proklamiert und kodifiziert.

Aufgrund der großen Ähnlichkeit zum Bulgarischen wurden die slawischen Dialekte in Makedonien, solange keine eigenständige mazedonische Schriftsprache bestand, meist als bulgarische Dialekte eingeordnet, so dass „Bulgarisch“ synonym mit „Ostsüdslawisch“ gebraucht wurde. Bulgarisch und Mazedonisch stimmen im Lautstand, in der Flexion und in der Syntax durchaus überein, so dass Wissenschaftler wie Kristian Sandfeld die Sprache, obwohl in Jugoslawien gesprochen, als Bulgarisch charakterisierten. Gustav Weigand und Imre Tóth kommen ebenfalls zum Schluss, dass die mazedonische Schriftsprache keine neue Sprache ist, sondern eine bulgarische Mundart, die auf literarisches Niveau gehoben wurde, deren Orthographie aber auf Grundlage der serbischen Orthographie, durch die Kodifizierung 1944, festgelegt wurde. In Bulgarien ist diese Betrachtungsweise für die Klassifikation der Sprache vor der Kodifizierung noch heute allgemein üblich. Die Autoren des im Februar 2021 veröffentlichten bulgarischen Weißbuchs zum Sprachenstreit zwischen Bulgarien und der Republik Nordmazedonien ermitteln den Anteil der Wörter in der mazedonischen Sprache, die sich von denen in der bulgarischen Sprache unterscheiden, zwischen 7 und 10 %, nur 10 % sind Dialektwörter, die in Bulgarien nicht verwendet werden. Blaže Koneski, der federführend an der Kodifizierung 1945 beteiligt war, schrieb selbst dazu am 8. Juni 1965 in Nova Makedonija, dem Sprachorgan der mazedonischen Kommunisten: 

„Jeder Dialekt kann zu einer Literatursprache geformt werden, auch eine, die es noch nie gegeben hat, weil alle Literatursprachen aller Völker aus ihrem Dialekt oder einer Kombination von Dialekten gebildet wurden – so war es bei der mazedonischen Sprache der Fall.“

In der Republik Nordmazedonien werden hingegen heute alle autochthonen slawischen Varietäten nach und vor der Kodifizierung 1945 in der historisch-geographischen Region Makedonien als „Mazedonisch“ klassifiziert, so dass hier Mazedonisch synonym zu „Südslawisch auf dem Gebiet der historisch-geographischen Region Makedonien“ gebraucht wird. Schriftliche Denkmäler, z. B. aus dem Mittelalter, die einen klaren Altbulgarischen Charakter aufweisen, werden als Mazedonisch umgedeutet. Dieses wird jedoch als ahistorisch angesehen und als Versuch gewertet, zeitgenössische ethnische Unterschiede in die Vergangenheit zu projizieren.
Im Rahmen der nicht auf genealogischer Sprachverwandtschaft, sondern auf Sprachkontakt durch räumliche Nähe begründeten Sprachbund-Theorie gehört Mazedonisch zum Sprachbund der Balkansprachen.

## Verbreitung
Mazedonisch wird von circa 2 Millionen Menschen als Muttersprache gesprochen. Die Mehrzahl der Sprecher betrachtet sich als Angehörige des mazedonischen Volkes. Von den Sprechern leben circa 1,3 Mio. in Nordmazedonien, wo es Amtssprache ist.
Kleinere Gruppen von Sprechern leben in Bulgarien (1376), Griechenland und Albanien, wobei die genauen Zahlen aufgrund von Klassifikationsproblemen und Mangel an genauen Statistiken umstritten sind. Die im Südosten Albaniens lebende kleine mazedonischsprachige Minderheit führt eigene Schulen.
Im Nordwesten des griechischen Makedoniens gibt es eine Minderheit, die ostsüdslawische Varietäten spricht, die von vielen Slawisten dem Mazedonischen zugerechnet werden. Die mazedonische Standardsprache ist dort jedoch nicht gebräuchlich, so dass es sich um „dachlose Außenmundarten“ handelt. In Griechenland werden diese Varietäten gewöhnlich als „Slawomazedonisch“, „Bulgaromazedonisch“ oder einfach als „Slawisch“ bezeichnet, da das Wort „Mazedonisch“ dort gewöhnlich mit Bezug auf die griechische Region Makedonien als ganze verwendet und seine Verwendung zur Bezeichnung einer nicht-griechischen Sprache als Angriff auf die nationale Identität der griechischen Makedonier interpretiert wird. In der ausländischen Slawistik werden diese Varietäten auch als Ägäis-Mazedonisch bezeichnet, in der bulgarischen Slawistik werden sie ebenso wie die übrigen mazedonischen Varietäten zum Bulgarischen gezählt.
Durch jüngere Auswanderung leben Sprecher auch in Slowenien, Kanada, USA, Australien, Ungarn sowie in Deutschland.

## Geschichte
Bis 1944 wurden die slawischen Mundarten im Gebiet des heutigen Nordmazedoniens in der Slawistik als Bulgarisch eingestuft, auch wenn einzelne Schriften zuvor auf Basis einzelner Mundarten einen Versuch darstellen, eine supradialektale mazedonische Norm zu schaffen. So sind Dramenwerke vor dieser Zeit bekannt, die in einigen dieser Mundarten veröffentlicht wurden. Die meisten gedruckten Werke dieser Zeit wurden dazu in bulgarischer und mit dem Erstarken der serbischen Propaganda in serbischer Schrift verfasst. Die politische Entscheidung zur Bildung der mazedonischen Sprache wurde 1934 von der Kommunistischen Internationale getroffen. So wurden in der ersten Hälfte der 1940er Jahre einige makedonische Mundarten erstmals systematisch zur Verfassung von Sachprosa in der Publizistik der Kommunistischen Partei Jugoslawiens (KPJ) und der Partisanenbewegung verwendet. Damit begann der Ausbau des Mazedonischen zur Standardsprache.
Am 2. August 1944 wurde im südserbischen Kloster Sv. Prohor Pćinjski der Antifaschistische Rat der Volksbefreiung Mazedoniens (kurz ASNOM)  auf Initiative der KPJ gegründet. Als eine seiner ersten Handlungen beschloss der Rat die Einführung der „mazedonischen Sprache“ und proklamierte diese in der Republik Mazedonien (innerhalb der jugoslawischen Föderation) zur „Amtssprache“. Der Rat setzte in der folgenden Zeit drei philologische Kommissionen zur Ausarbeitung einer mazedonischen Schriftsprache ein. Dabei orientierte sich das kyrillische Alphabet des Mazedonischen größtenteils am Vorbild des kyrillischen Alphabets des Serbischen, das ebenfalls 1945 kodifiziert wurde. Im Januar 1945 beschloss und 1946 verabschiedete der ASNOM das Gesetz zum Schutz der mazedonischen nationalen Ehre, mit dem der Gebrauch der bulgarischen Sprache verboten und unter Strafe gestellt wurde. Am 5. Mai 1945 gab die 3. Kommission ihren endgültigen Beschluss über das Alphabet und die Rechtschreibung bekannt, der am nächsten Tag im Sprachorgan der ASNOM, der Zeitung Nova Makedonija, veröffentlicht wurde. Die mazedonische Schriftsprache entstand als Abgrenzung zum Bulgarischen, und so wurde der Wortschatz der slawischen Mundarten im Gebiet der Sozialistischen Jugoslawischen Republik Mazedonien in der darauf folgenden Zeit von den Bulgarismen gereinigt. Dennoch bleibt die mazedonische Sprache bis heute mit der bulgarischen am engsten verwandt.
Im Kontext der Nationenbildung Mazedoniens durch die AVNOJ (kommunistische Partei Jugoslawiens) und der Entwicklung eines Nationalbewusstseins in der SJR Mazedonien spielte die Entwicklung einer eigenen schriftlich kodifizierten Sprache eine wichtige Rolle. Jedoch kam es im Zuge dieser Entwicklung zu sprachpolitisch motivierten Konflikten, vor allem mit Bulgarien (u. a. im Zusammenhang über die Deutung des gemeinsamen historischen Erbes), Serbien und mit Griechenland („Namensstreit“). Aber auch innerhalb Nordmazedoniens gibt es Kritik an der Kodifizierung. Heutige Geschichtsrevisionisten, die die im kommunistischen Jugoslawien etablierte Erzählung in Frage stellten, bezeichneten ebenfalls den Prozess der Kodifizierung der mazedonischen Sprache, zu der Blaže Koneski einen wichtigen Beitrag geleistet hat, als Serbisierung. Mazedonische Nationalisten beschuldigten ebenso Koneski sowie die kommunistische Elite, die mazedonische Standardsprache sehr nah an das Serbische konstruiert zu haben. Venko Markovski, der ebenfalls am Kodifizierungsprozess der mazedonischen Standardsprache teilgenommen hat, beschuldigte in ähnlicher Weise Koneski offen, die mazedonische Sprache serbisiert zu haben. Zu den weiteren Revisionisten gehören auch der ehemalige Premierminister von Nordmazedonien, Ljubčo Georgievski, sowie der ehemalige Außenminister Antonio Milošoski, der Koneski gar abwertend mit den Worten Џуџето од Небрегово ‚Zwerg von Nebregovo‘ diffamierte. Ljubčo Georgievski kritisierte, Koneski habe sich an das serbische Alphabet des Vuk Karadžić gehalten, welches phonetisch ist, obwohl die gesamte mazedonische Intelligenz bis hin zu den Revolutionären die bulgarische Schriftsprache benutzt haben, welche hingegen etymologisch ist.
Anlässlich der Beitrittsverhandlungen Nordmazedoniens mit der EU forderte Bulgarien im Jahr 2020, offiziell auf die Sprachbezeichnung „Mazedonisch“ zu verzichten und stattdessen im EU Kontext den Begriff Offizielle Sprache Nordmazedoniens zu verwenden, der neben der slawischen auch alle andere nach der Verfassung Nordmazedonien anerkannten Sprachen wie das Albanische einschließen und im Einklang mit dem von Nordmazedonien 2017 unterschriebenen Freundschafts- und Nachbarschaftsvertrag sein würde. Tatsächlich ist im Art. 14 des Vertrages der Begriff „mazedonische Sprache nach der Verfassung der Republik Nordmazedonien“ festgehalten. In den im Juni 2021 von Bulgarien artikulierten Forderungen wurde diese Position jedoch nicht mehr vertreten (siehe Beitrittsverhandlungen Nordmazedoniens mit der Europäischen Union).

## Varietäten
Das Mazedonische ist heute eine voll ausgebaute, für Äußerungen in allen Lebensbereichen gerüstete Standardsprache. Auch wenn eine Verständigung mit den Sprechern des Bulgarischen problemlos möglich ist, werden mittlerweile beide Idiome als eigenständige Sprachen angesehen. Da die mazedonische Schriftsprache auf den Dialekten der Region um die Städte Kičevo, Bitola, Struga und Ohrid im westlichen Mazedonien basiert, die bulgarische hingegen überwiegend auf den Dialekten des östlichen Bulgariens, ist der Unterschied zwischen Mazedonisch und Bulgarisch in der Schriftsprache größer als in der gesprochenen Sprache. Tatsächlich ist zwischen beiden Sprachen ein Dialektkontinuum festzustellen, in dem nur wenige Isoglossen in der Nähe der Staatsgrenze verlaufen, sodass die Mundarten des östlichen Mazedoniens den Mundarten des westlichen Bulgariens ähnlicher sind als beispielsweise den Mundarten in der Region von Ohrid oder Skopje und eine sprachimmanente Dialektgrenze zum Bulgarischen nicht gezogen werden kann.

### Übersicht über die mazedonischen Dialekte
- Westliche und zentrale Dialekte[28]
  - Ohrid-Prespa-Gruppe
    - Ohrid-Dialekt
    - Struga-Dialekt
    - Vevčani-Radοžda-Dialekt
    - Ober-Prespa-Dialekt
    - Nieder-Prespa-Dialekt

  - Debar-Gruppe
    - Debar-Dialekt
    - Reka-Dialekt
    - Drimkol-Golo Brdo-Dialekt
    - Galičnik-Dialekt
    - Skopska-Crna-Gora-Dialekt
    - Gora-Dialekt

  - Polog-Gruppe
    - Ober-Polog-Dialekt
    - Nieder-Polog-Dialekt

  - Zentrale westliche Dialekte
    - Prilep-Bitola-Dialekt
    - Kičevo-Poreče-Dialekt
    - Skopje-Veles-Dialekt

  - Kostur-Korča-Gruppe
    - Korča-Dialekt
    - Kostur-Dialekt
    - Nestram-Kostenar-Dialekt
- Östliche Dialekte[28]
  - Nördliche Gruppe
    - Kumanovo-Dialekt
    - Kratovo-Dialekt
    - Kriva-Palanka-Dialekt
    - Ovče-Pole-Dialekt

  - Östliche Gruppe
    - Štip-Kočani-Dialekt
    - Strumica-Dialekt
    - Tikveš-Mariovo-Dialekt
    - Maleševo-Pirin-Dialekt
    - Solun-Voden-Dialekt

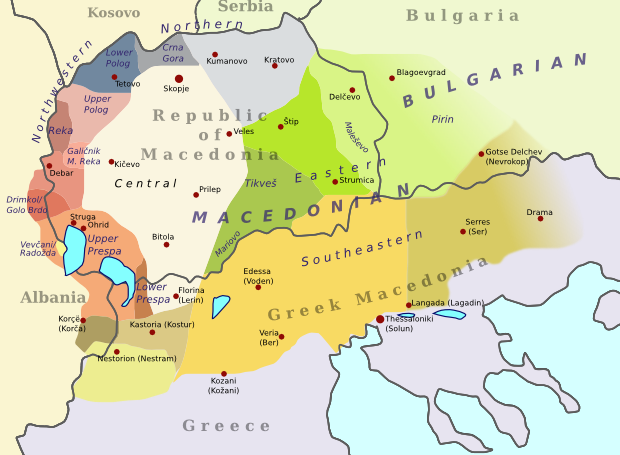
Die südslawischen Dialekte im geographischen Makedonien

    - Ser-Drama-Lagadin-Nevrokop-Dialekt

Die vorstehende Übersicht und die Karte umfassen alle autochthonen südslawischen Dialekte der geographischen Region Makedonien. Auf sprachstruktureller Ebene besteht ein Dialektkontinuum sowohl zu den nördlich benachbarten torlakischen Mundarten des Serbischen als auch zu den östlich benachbarten bulgarischen Mundarten.
Die auf bulgarischem Territorium gesprochenen Varietäten des Maleševo-Pirin-Dialektes und des Ser-Drama-Lagadin-Nevrokop-Dialektes werden von mazedonischen Dialektologen als mazedonisch klassifiziert. Da sie jedoch seit langem von der bulgarischen Standardsprache überdacht werden, sind sie als bulgarische Dialekte zu klassifizieren.
Die slawischen Varietäten des griechischen Teiles Mazedoniens lassen sich nach soziolinguistischen Kriterien größtenteils weder eindeutig dem Mazedonischen noch eindeutig dem Bulgarischen zuordnen. Die Karte gibt in diesem Gebiet im Übrigen den Stand vom Beginn des 20. Jahrhunderts wieder, wie er in den Werken der mazedonischen und bulgarischen Dialektologen meist aufgrund älterer Quellen und Sprachaufnahmen mit in diesen Ländern lebenden Emigranten aus Griechisch-Mazedonien dargestellt wird. Aufgrund der politisch-gesellschaftlichen Veränderungen des 20. Jahrhunderts (Assimilation und Zwangsumsiedlungen) lässt sich diese Beschreibung nicht ohne weiteres auf die Gegenwart übertragen.
Der Dialekt der Goranen im Südwest-Kosovo wird erst seit jüngerer Zeit von manchen mazedonischen Dialektologen als mazedonisch (und ebenso von manchen bulgarischen Dialektologen als bulgarisch) betrachtet. Er wurde in jugoslawischer Zeit (und wird noch heute zumindest teilweise) von der serbischen Variante des Serbokroatischen überdacht und wurde traditionell zur torlakischen Dialektgruppe des Serbokroatischen gezählt.

### Beispiele grammatischer Unterschiede in den westlichen und östlichen Dialektgruppen
| Eigenschaft                                           | West                                            | Ost                                    |
| ----------------------------------------------------- | ----------------------------------------------- | -------------------------------------- |
| Hilfsverb bei der 3. Person des resultativen Perfekts | fehlt тој бил („er war“)                        | obligatorisch тој е бил („er war“)     |
| deiktischer Artikel                                   | vorhanden куќата, -на, -ва („das Haus“)         | fehlt nur куќата („das Haus“)          |
| obliquer Kasus                                        | vorhanden го гледам Ивана („ich sehe Ivan“)     | fehlt го гледам Иван („ich sehe Ivan“) |
| satzinitiale Klitika                                  | erlaubt ги имам видено („ich habe sie gesehen“) | ungrammatisch                          |
| Vergangenheitsform mit има                            | vorhanden имам речено („ich habe gesagt“)       | fehlt nur реков („ich habe gesagt“)    |

## Alphabet
Das mazedonische Alphabet wurde 1944/45 von zwei vom Antifaschistischen Rat der Volksbefreiung Mazedoniens eingesetzten Orthographiekommissionen entwickelt. Diese orientierten sich dabei überwiegend am serbischen Alphabet von Vuk Stefanović Karadžić.
Von der serbischen Kyrilliza unterscheidet es sich durch die andere Form der Buchstaben ѓ (serbisch ђ bzw. đ in Lateinschrift) und ќ (serbisch ћ bzw. ć) sowie durch den zusätzlichen Buchstaben ѕ (der den im Serbischen nicht existierenden Laut [dz] wiedergibt). Das mazedonische Alphabet hat daher 31 Buchstaben (das serbische 30).
Zuvor waren mazedonische Varietäten in den 1930er und der ersten Hälfte der 1940er Jahre mit individuellen Adaptationen der serbischen oder bulgarischen Kyrilliza geschrieben worden.
| Kyrillisch IPA | А а /⁠a⁠/ | Б б /⁠b⁠/ | В в /⁠v⁠/    | Г г /⁠ɡ⁠/       | Д д /⁠d⁠/ | Ѓ ѓ /⁠ɟ⁠/  | Е е /⁠ɛ⁠/  | Ж ж /⁠ʒ⁠/  | З з /⁠z⁠/ | Ѕ ѕ /⁠dz⁠/ | И и /⁠i⁠/ |
| Kyrillisch IPA | Ј ј /⁠j⁠/ | К к /⁠k⁠/ | Л л /ɫ, l/ | Љ љ /l/ (/ʎ/) | М м /⁠m⁠/ | Н н /⁠n⁠/  | Њ њ /⁠ɲ⁠/  | О о /⁠ɔ⁠/  | П п /⁠p⁠/ | Р р /⁠r⁠/  | С с /⁠s⁠/ |
| Kyrillisch IPA | Т т /⁠t⁠/ | Ќ ќ /⁠c⁠/ | У у /⁠u⁠/    | Ф ф /⁠f⁠/       | Х х /⁠x⁠/ | Ц ц /⁠ts⁠/ | Ч ч /⁠tʃ⁠/ | Џ џ /⁠dʒ⁠/ | Ш ш /⁠ʃ⁠/ |          |         |

## Phonologie

### Wortakzent
In der mazedonischen Sprache liegt der Wortakzent meist auf der drittletzten Silbe des Wortes, bei Wörtern mit drei oder weniger Silben folglich auf der jeweils ersten Silbe.

### Vokale
Mazedonisch unterscheidet nicht zwischen langen und kurzen Vokalen. Ein Überblick:
|             | Vorne | Zentral | Hinten |
| ----------- | ----- | ------- | ------ |
| Geschlossen | /⁠i⁠/   |         | /⁠u⁠/    |
| Mitte       | /⁠ɛ⁠/   |         | /⁠ɔ⁠/    |
| Offen       |       | /⁠a⁠/     |        |

### Konsonanten
Das Konsonanteninventar des Mazedonischen im Überblick:
|               | Bilabial | Bilabial | Labio- dental | Labio- dental | Dental | Dental | Alveolar | Alveolar | Post- alveolar | Post- alveolar | Palatal | Palatal | Velar | Velar |
| ------------- | -------- | -------- | ------------- | ------------- | ------ | ------ | -------- | -------- | -------------- | -------------- | ------- | ------- | ----- | ----- |
| Nasale        | m        | m        |               |               | n̪      | n̪      |          |          |                |                | ɲ       | ɲ       |       |       |
| Plosive       | p        | b        |               |               | t̪      | d̪      |          |          |                |                | c       | ɟ       | k     | ɡ     |
| Affrikaten    |          |          |               |               | t̪͡s̪     | d̪͡z̪     |          |          | t͡ʃ             | d͡ʒ             |         |         |       |       |
| Frikative     |          |          | f             | v             | s̪      | z̪      |          |          | ʃ              | ʒ              |         |         | x     | x     |
| Approximanten |          |          |               |               |        |        |          |          |                |                | j       | j       |       |       |
| Vibranten     |          |          |               |               |        |        | r        | r        |                |                |         |         |       |       |
| Laterale      |          |          |               |               | ɫ̪      | ɫ̪      | l        | l        |                |                |         |         |       |       |

Im Auslaut eines Wortes, also am Wortende, verlieren stimmhafte Konsonanten ihre Stimmhaftigkeit; so wird zum Beispiel град „Stadt“ als [grat] ausgesprochen.

## Grammatik
Mit dem Bulgarischen teilt das Mazedonische viele für slawische Sprachen untypische Merkmale, z. B. postponierte Affixe als Artikel, eine Objektverdopplung oder den vollständigen Wegfall des Genitivs.

### Nomina
Mazedonische Nomina werden in drei Genera unterteilt: Maskulina, Feminina und Neutra.

#### Determination
Determination wird im Mazedonischen ähnlich den anderen Balkansprachen durch postponierte Affixe realisiert. Sie kongruiert nach Numerus (Singular, Plural) und außerdem im Singular nach Genus (maskulin, feminin, neutral). In der Definitheit drückt sich darüber hinaus auch eine dreifach abgestufte Distanz zu dem Sprecher aus (proximal / nah zum Sprecher, unmarkiert/medial, distal / fern vom Sprecher).
Ein Überblick über die Determinationssuffixe:
|          |          | indefinit | definit           | definit     | definit          | deutsch |
| proximal | medial   | indefinit | distal            |             |                  | deutsch |
| -------- | -------- | --------- | ----------------- | ----------- | ---------------- | ------- |
| Singular | maskulin | заб       | забов             | забот       | забон            | Zahn    |
| Singular | feminin  | книга     | книгава           | книгата     | книгана          | Buch    |
| Singular | neutral  | дете      | детево            | детето      | детено           | Kind    |
| Übertrag | Übertrag | ein(e)    | dies(e/er) … hier | der/die/das | jene(r/s) … dort |         |

Determinationssuffixe werden stets an das erste Glied einer Nominalphrase angefügt, auch wenn dies zum Beispiel ein Adjektiv oder ein Possessiv ist:
- книгата „das Buch“
- новата книга „das neue Buch“
- мојата нова книга „mein neues Buch“

#### Vokativ
Mazedonische Nomina bilden außerdem Vokativformen, welche der direkten Anrede und dem Anruf des Adressaten dienen.

### Pronomina
Mazedonisch unterscheidet in der 3. Person im Singular nach den Genera Maskulinum, Femininum und Neutrum, wobei die ersteren beiden Genera wie in vielen Sprachen auch auf das natürliche Geschlecht von Personen Bezug nehmen.
Die Personalpronomina des Mazedonischen im Überblick:
|          |          |          | Nominativ | Dativ    | Dativ | Akkusativ | Akkusativ |
| betont   | unbetont | betont   | Nominativ | unbetont |       |           |           |
| -------- | -------- | -------- | --------- | -------- | ----- | --------- | --------- |
| Singular | 1.       | 1.       | јас       | мене     | ми    | мене      | ме        |
| Singular | 2.       | 2.       | ти        | тебе     | ти    | тебе      | те        |
| Singular | 3.       | maskulin | тој       | нему     | му    | него      | го        |
| Singular | 3.       | feminin  | таа       | нејзе    | и     | неа       | ја        |
| Singular | 3.       | neutral  | тоа       | нему     | му    | него      | го        |
| Plural   | 1.       | 1.       | ние       | нам      | ни    | нас       | не        |
| Plural   | 2.       | 2.       | вие       | вам      | ви    | вас       | ве        |
| Plural   | 3.       | 3.       | тие       | ним      | им    | нив       | ги        |

Die unbetonten Dativformen werden auch als Possessive verwendet.

### Verbalsystem
Wie in allen Balkansprachen wurde im Mazedonischen der Infinitiv aufgegeben. Verben werden nach folgenden Kategorien flektiert:
- Person (1., 2., 3.)
- Modus (Indikativ, Imperativ)
- Tempus (Präsens, Aorist/Imperfekt)

Das Imperfekt ist auf Verben des imperfektiven Aspekts beschränkt, der Aorist auf Verben des perfektiven Aspekts.
Außerdem werden weitere Tempora (Futur, Perfekt und Plusquamperfekt) sowie Modi (Konjunktiv und der seltene und für slawische Sprachen untypische Renarrativ) analytisch gebildet.

#### Flexionsformen
Hier eine Übersicht über die Flexionsformen eines mazedonischen imperfektiven Verbs am Beispiel „sehen, schauen“:
|          |           | Indikativ | Indikativ | Imperativ |
| Präsens  | Imperfekt |           |           | Imperativ |
| -------- | --------- | --------- | --------- | --------- |
| Singular | 1.        | гледам    | гледав    | ---       |
| Singular | 2.        | гледаш    | гледаше   | гледај    |
| Singular | 3.        | гледа     | гледаше   | ---       |
| Plural   | 1.        | гледаме   | гледавме  | ---       |
| Plural   | 2.        | гледате   | гледавте  | гледајте  |
| Plural   | 3.        | гледаат   | гледаа    | ---       |

### Syntax
Die normale Satzstellung des Mazedonischen ist Subjekt – Verb – Objekt.

## Sonstiges
Im Mazedonischen gibt es viele Lehnwörter aus benachbarten Sprachen, wie z. B. aus dem Serbischen, aber auch geschichtlich bedingt viele türkische Lehnwörter sowie auch Wörter, die aus dem Russischen und Deutschen entlehnt sind. In jüngster Zeit finden sich auch viele Anglizismen.
Das Lehrbuch der makedonischen Sprache von Wolf Oschlies ist eines der wenigen deutschsprachigen Lehrwerke zu dieser Sprache. 2009 erschienen die Taschenbücher book2 Deutsch – Mazedonisch für Anfänger: Ein Buch in 2 Sprachen und Kauderwelsch, Makedonisch Wort für Wort.
Ende 2014 erschien das Lehrbuch der mazedonischen Sprache für Anfänger und Fortgeschrittene von Uwe Büttner und Viktor Zakar.